# 印喬鎮
印喬鎮（韓語：인교진，1980年8月29日—），韓國男演員，2000年MBC第29期公開招募演員出身。過去曾採用藝名陶伊成（도이성）進行演藝活動，直到2012年之後改用本名印喬鎮。

## 個人生活
印喬鎮與瑞雨在合作電視劇《如果明日來臨》後，於2012年5月發展為戀人，但一年後分手。
2014年4月，與蘇怡賢公開戀情並預計於同年10月結婚。 印喬鎮和蘇怡賢於2014年10月4日在驛三洞The Raum舉行婚禮。
蘇怡賢婚後7個月傳出懷孕2個月的好消息，2015年長女出生。2017年4月24日印喬鎮和蘇怡賢所屬經紀公司公佈蘇怡賢懷第二胎，同年次女誕生。

## 演出作品

### 電視劇
- 2000年：MBC《田園日記》
- 2001年：MBC《該如何是好》
- 2001年：MBC《想再看到他的臉》
- 2003年：SBS《仙女與騙子》
- 2005年：SBS《那夏天的颱風》[10]
- 2006年：MBC《有多愛》
- 2008年：SBS《愛子的姐姐敏子》飾演 朴河鎮
- 2009年：MBC《善德女王》飾演 金龍春
- 2011年：SBS《加油！歐巴桑》飾演 李炳哲
- 2011年：MBC《最佳愛情》飾演 Alex金（特別出演）
- 2011年：SBS《如果明日來臨》飾演 李成龍
- 2012年：JTBC《Happy Ending》飾演 李盛勳
- 2012年：tvN《需要浪漫2012》飾演 韓政敏
- 2012年：MBC《馬醫》飾演 權錫哲
- 2013年：MBC《龜巖許浚》飾演 光海君
- 2013年：KBS《Good Doctor》飾演 徐旭現（特別出演）
- 2013年：KBS《期待戀愛》飾演 妍艾的前男友（特別出演）
- 2013年：MBC《Drama Festival－李箱以上》飾演 泰遠
- 2014年：tvN《急診男女》飾演 徐英旭（特別出演）
- 2014年：MBC《心懷叵測的恢單女》飾演 １號男（特別出演）
- 2014年：MBN《天國的眼淚》飾演 陳賢雄
- 2014年：SBS《美女的誕生》飾演 喬志勳
- 2015年：MBC《讓女人哭泣》飾演 黃慶哲
- 2015年：KBS《無理的前進》飾演 林秀勇
- 2016年：KBS《白熙回來了》飾演 洪斗植
- 2016年：tvN《Entourage》飾演 印喬鎮（特別出演）
- 2017年：KBS《完美的妻子》飾演 洪上圭
- 2017年：KBS《三流之路》飾演 金秘書（特別出演）
- 2017年：KBS《內衣少女時代》飾演 吳萬尚
- 2017年：KBS《Jugglers》飾演 趙尚武
- 2018年：KBS《玉蘭麵屋》飾演 姜秀
- 2018年：KBS W《當時間停止時》飾演 冥雲
- 2018年：KBS《就算死也喜歡》飾演 姜仁瀚
- 2019年：JTBC《我的國家》 飾演 朴門福
- 2019年：KBS《山茶花開時》飾演 龍植二哥（特別出演）
- 2020年：KBS 2《Oh！三光公寓！》飾演 金擴世
- 2021年：tvN《海岸村恰恰恰》飾演 張永國
- 2022年：KBS《由零開始愛上你》飾演 朱相鉉
- 2023年：SBS《花書生熱愛史》飾演 陸焴湖
- 2024年：KBS《美女與純情男》飾演 （特別演出）

### 電影
- 2002年：《口哨公主》
- 2006年：《天使爸爸》
- 2008年：《神機箭》
- 2016年：《那天的氛圍》

### 綜藝
- 2016年5月 ：KBS《超人回來了》

## 腳註
1. ↑  韓星印喬鎮徐宇戀情曝光雙方公司確認 （页面存档备份，存于） 北京新浪網
2. ↑  徐雨、印喬鎮1年緣盡戀情告吹 （页面存档备份，存于） 韓星網
3. ↑  . TVBS. 2020-06-20  [2022-01-31]. （原始内容存档于2022-01-31）.
4. ↑  . kdrama stars.   [2022-01-18]. （原始内容存档于2017-12-19）.
5. ↑  蘇怡賢印喬鎮10月結婚 經紀公司：並未懷孕 （页面存档备份，存于） 韓星網
6. ↑  印喬鎮-蘇怡賢 結婚，「抱著對彼此的深深信賴」 （页面存档备份，存于） StarN
7. ↑  . www.afpbb.com.   [2022-01-18]. （原始内容存档于2022-01-18） （日语）.
8. ↑  . Soompi. December 30, 2018  [2022-01-18]. （原始内容存档于2022-01-18） （英语）.
9. ↑  . KSD 韓星網.   [2022-01-18]. （原始内容存档于2019-10-13） （中文（繁體））.
10. ↑  . CRI.   [2022-01-18]. （原始内容存档于2022-01-18）.

## 外部連結
- 印喬鎮的Instagram帳戶